# 襄阳市人民政府
襄阳市人民政府（简称襄阳市政府），是中华人民共和国湖北省襄阳市的行政管理机关。

## 历史沿革
1948年12月，成立襄樊市爱国民主政府，辖襄城、樊城两个区公所，隶属汉南办事处，不久襄樊市并入襄阳县。1950年，复以襄阳县之襄阳、樊城两镇组建襄樊市（县级），成立襄樊市人民政府，隶属湖北省襄阳行政区专员公署管辖（1951年6月改称湖北省人民政府襄阳区专员公署）。1952年8月至1953年3月，襄樊市改为专辖镇。1953年4月，中央人民政府政务院批准保留襄樊市建制，改为省辖县级市。1955年6月，襄樊市人民政府改称襄樊市人民委员会。1958年，襄樊市再改为专辖市。1967年1月，襄樊市人民委员会被造反派夺权。1968年1月，成立襄樊市革命委员会。1979年6月，经国务院批准，襄樊市由地辖市升为省辖市。1981年1月，襄樊市革命委员会改组为襄樊市人民政府。1983年8月19日，国务院批准撤销襄阳地区，其行政区域并入襄樊市。同时成立新的襄樊市人民政府，为正地厅级建制，1983年10月正式办公。2010年11月26日，国务院批复同意襄樊市更名为襄阳市。2010年12月9日，襄阳市人民政府正式挂牌。

## 机构设置
根据2019年《襄阳市机构改革方案》，襄阳市人民政府设置33个工作部门：
（襄阳市民族宗教事务委员会与中共襄阳市委统一战线工作部合署办公，列入市政府工作部门序列，不计入市政府机构个数。）
政府工作部门
- 襄阳市人民政府办公室（中国(湖北)自由贸易试验区襄阳片区工作领导小组办公室、襄阳市人民政府参事室）
- 襄阳市发展和改革委员会（襄阳市粮食局、襄阳市能源局）
- 襄阳市教育局
- 襄阳市科学技术局
- 襄阳市经济和信息化局
- 襄阳市民族宗教事务委员会
- 襄阳市公安局
- 襄阳市民政局
- 襄阳市司法局
- 襄阳市财政局
- 襄阳市人力资源和社会保障局
- 襄阳市自然资源和规划局（襄阳市林业局）
- 襄阳市生态环境局
- 襄阳市住房和城乡建设局
- 襄阳市城市管理执法委员会
- 襄阳市交通运输局
- 襄阳市水利和湖泊局（襄阳市河湖长制办公室）
- 襄阳市农业农村局
- 襄阳市商务局
- 襄阳市文化和旅游局（襄阳市广播电视局、襄阳市体育局、襄阳市文物局）
- 襄阳市卫生健康委员会
- 襄阳市退役军人事务局
- 襄阳市应急管理局
- 襄阳市审计局
- 襄阳市人民政府国有资产监督管理委员会
- 襄阳市市场监督管理局（襄阳市知识产权局）
- 襄阳市统计局
- 襄阳市医疗保障局
- 襄阳市民防办公室（襄阳市人民防空办公室、中共襄阳市委军民融合发展委员会办公室）
- 襄阳市人民政府研究室
- 襄阳市人民政府扶贫开发办公室
- 襄阳市地方金融工作局
- 襄阳市行政审批局（襄阳市政务服务和大数据管理局、襄阳市公共资源交易监督管理局）
- 襄阳市招商局

## 历任领导
第十届
- 任期：1983年10月－
- 市长：章治文
- 副市长：胡久明（1985年1月辞任）、焦泽浩、李正洪、韩南鹏（1985年3月辞任）、冯忠棋、黄贤德、杨斌庆、阎增福、纪玲芝（1985年1月辞任）

...
第十六届
- 任期：2012年1月－2017年1月
- 市长：别必雄[4]
- 副市长：虞国旗、傅振邦、丁亚琳、郭忠、朱慧、王忠运
- 秘书长：

第十七届
- 任期：2017年1月－
- 市长：秦军 → 郄英才（2018年1月8日当选，2021年4月19日辞任） → 王太晖（2021年4月29日当选）
- 副市长：朱慧（2017年9月调离）、王忠运（2017年12月22日任）、丁亚琳（2021年6月24日辞任）、刘恒友、詹德昊（2019年4月调离）、李德璋（2021年2月24日辞任）、张丛玉、李诗（2018年2月28日辞任）、龙小红（2018年2月28日任）、张建友（2019年3月1日任，2020年12月29日辞任）、何飞（2019年4月26日任，2021年2月24日辞任）、李莉（2020年11月20日任）、伍义兵（2021年2月24日任）、李新桥（2021年4月19日任）、徐冰
- 秘书长：尚显强（2017年3月10日任，2020年11月20日辞任）